# Heinz Gräfe
Heinz Gräfe (ur. 15 lipca 1908 w Lipsku, zm. 25 stycznia 1944 w Monachium) – SS-Obersturmbannführer im Reichssicherheitshauptamt, a także w randze SS-Sturmbannführera dowódca Einsatzkommando 1/V wchodzącej w skład Einsatzgruppe V pod dowództwem SS-Standartenfürera Ernsta Damzoga działającej przy 3 Armii).
Studiował prawo na Uniwersytecie w Lipsku. W 1933 wstąpił do NSDAP – numer członkowski 3 959 575. W 1935 wstąpił do gestapo i został przydzielony do komisariatu policji państwowej (Stapostelle) w Kilonii po 10 miesiącach zostając jego komendantem. 28 września 1939 został przeniesiony do RSHA w Berlinie. Zginął w wypadku samochodowym  z Karlem Gengenbachem pod Monachium.